# إيرل إدوين بيتس
إيرل إدوين بيتس (بالإنجليزية: Earl Edwin Pitts) هو عميل مزدوج أمريكي، ولد في 23 سبتمبر 1953 في أوربانا في الولايات المتحدة.